# Staurikosaurus
Staurikosaurus là một chi khủng long, được Colbert mô tả khoa học năm 1970.